# Ettenheim
Ettenheim ist eine Stadt im Süden des Ortenaukreises in Baden-Württemberg im Regierungsbezirk Freiburg. Zum 1. Oktober 2022 wurde der Stadt der Namenszusatz Barockstadt verliehen.

## Geografie
Ettenheim liegt am Übergang von der Rheinebene zum Schwarzwald und ist die südlichste Stadt des zur Rheinebene zählenden Teils des Ortenaukreises. Freiburg im Breisgau liegt rund 35 km südlich, die Kreisstadt Offenburg rund 30 km nördlich, das französische Straßburg rund 45 km nördlich.
Durch Ettenheim fließt der Ettenbach.
Etwa 8 km westlich von Ettenheim liegt mit dem Europa-Park bei Rust der größte Freizeitpark Deutschlands.

### Nachbargemeinden
Im Norden grenzt Ettenheim an Kippenheim, im Nordwesten liegt die Stadt Mahlberg. Westlich von Ettenheim liegt Kappel-Grafenhausen. Südlich von Ettenheim liegen die Gemeinden Ringsheim und Herbolzheim (Landkreis Emmendingen) und im Osten Schuttertal, zudem unbewohnte Waldexklaven von Kappel-Grafenhausen und Ringsheim.

### Stadtgliederung
Zu Ettenheim gehören die ehemals selbstständigen Gemeinden Altdorf, Ettenheimmünster, Münchweier und Wallburg. Zur Stadt Ettenheim in den Grenzen von 1970 gehören die Stadt Ettenheim, das Dorf Ettenheimweiler, die Höfe Fuchsmühle, Holzmühle und Riedmühle und die Wohnplätze Am Zollhaus, An der Landstraße, Mittelmühle und Sägmühle. Zur ehemaligen Gemeinde Ettenheimmünster gehören das Dorf St. Landelin, die Weiler Hintertal, Sägerreute und Untertal, die Zinken Dörlinbachergrund, Lautenbach, Löhle und Schweighausenergrund und das Gehöft Bürkenberg (Schneiderhof). Zu den ehemaligen Gemeinden Münchweier, Wallburg und Altdorf gehören jeweils nur die gleichnamigen Dörfer. Im Stadtteil Ettenheim lagen die abgegangenen Ortschaften Gisenburg und Heidenkeller. Im Stadtteil Münchweier lag die abgegangene Ortschaft Burbach.

### Klima
|                        | Jan | Feb | Mär  | Apr  | Mai  | Jun  | Jul  | Aug  | Sep  | Okt  | Nov  | Dez |   |      |
| Mittl. Temperatur (°C) | 2,8 | 4,0 | 7,4  | 11,2 | 15,2 | 19,7 | 21,8 | 21,1 | 16,5 | 11,7 | 6,9  | 4,6 | ⌀ | 11,9 |
| Mittl. Tagesmax. (°C)  | 5,4 | 7,7 | 12,5 | 17,0 | 20,6 | 25,4 | 28,0 | 27,6 | 22,4 | 16,3 | 10,2 | 7,3 | ⌀ | 16,7 |
| Mittl. Tagesmin. (°C)  | 0,2 | 0,4 | 2,4  | 5,4  | 9,8  | 14,1 | 15,5 | 14,6 | 10,5 | 7,0  | 3,6  | 1,9 | ⌀ | 7,2  |
|                        |     |     |      |      |      |      |      |      |      |      |      |     |   |      |
| Niederschlag (mm)      | 50  | 40  | 35   | 60   | 80   | 65   | 45   | 45   | 45   | 45   | 50   | 40  | Σ | 600  |
|                        |     |     |      |      |      |      |      |      |      |      |      |     |   |      |
| Sonnenstunden (h/d)    | 1,4 | 3,3 | 4,9  | 6,4  | 7,0  | 8,3  | 8,9  | 8,0  | 6,6  | 3,5  | 2,1  | 1,8 | ⌀ | 5,2  |

| 0,2 |

| 0,4 |

| 2,4 |

| 5,4 |

| 9,8 |

| 14,1 |

| 15,5 |

| 14,6 |

| 10,5 |

| 7,0 |

| 3,6 |

| 1,9 |

| 0,2 |

| 0,4 |

| 2,4 |

| 5,4 |

| 9,8 |

| 14,1 |

| 15,5 |

| 14,6 |

| 10,5 |

| 7,0 |

| 3,6 |

| 1,9 |

## Geschichte

### Bis zum 18. Jahrhundert
Das Gebiet um Ettenheim war schon früh besiedelt. Bei der Erschließung eines Neubaugebietes wurden zwei Gräber mit Skeletten gefunden, deren Grabbeigaben der Glockenbecherkultur zuzurechnen sind, also aus der Zeit zwischen 2500 und 2000 v. Chr. stammen. Zuvor schon waren Funde aus der Keltenzeit (1000 bis 600 v. Chr.) gemacht worden.
Die erste urkundliche Erwähnung Ettenheims ist im Verbrüderungsbuch des Klosters St. Gallen zwischen 810 und 900 zu finden. Als Gründer Ettenheims gelten der elsässische Herzog Ettiko II., der im Jahre 712 starb, oder sein Sohn Eddo, ein bedeutender Straßburger Bischof, der das Kloster Ettenheimmünster wieder errichtete. Ettenheim war bis 1803 Amtsstadt der Straßburger Bischöfe. Viele architektonische Zeugnisse stammen aus dieser Zeit.
Ettenheim gehörte ab dem Mittelalter zum Hochstift Straßburg und erhielt im 12. Jahrhundert das Marktrecht. Dem Marktflecken wurde 1302/1304 unter Bischof Friedrich I. von Straßburg und König Albrecht das Stadtrecht verliehen. Das 15. Jahrhundert war für Ettenheim eine wirtschaftliche Blütezeit. Der Ettenheimer Kirchenherr war der reichste im Kapitel Lahr/Ettenheim. Das Spital in der heutigen Innenstadt entstand 1452 durch eine Stiftung. Es diente als Pfründnerheim und Krankenhaus und unterstützte Arme, Obdachlose und Schulkinder. Das alte Gebäude wurde 1781 abgebrochen und 1786 neuaufgebaut. Das 16. Jahrhundert brachte unruhige Zeiten für die Ettenheimer Bevölkerung. Im Jahr 1525 empörten sich im Bauernkrieg die Bauern rings um die Stadt.
Das heute noch erhaltene barocke Ortsbild Ettenheims ist das Ergebnis einer nahezu 150-jährigen Bautätigkeit, die bald nach dem Ende des Dreißigjährigen Krieges begonnen hatte und mit der Fertigstellung der Pfarrkirche 1772 und deren Einweihung im Jahre 1782 zu Ende ging. Dieser Stadtanlage ging die vollständige Zerstörung in jenem Krieg voraus. Am 5. September 1637 ließ Herzog Bernhard von Sachsen-Weimar, der auf schwedischer Seite und im Dienste Frankreichs gegen die kaiserlichen Truppen unter General Johann von Werth kämpfte, die mittelalterliche Stadt niederbrennen. Übrig blieb neben einigen wenigen Häusern nur der mittelalterliche Grundriss der Stadt, auf dem nach und nach der barocke Wiederaufbau vonstattenging. Der neue Landherr, Kardinal Louis René Édouard de Rohan-Guéméné (1734–1803), 1777 Großalmosenier von Frankreich, war 1785 in Paris in die „Halsbandaffäre“ verwickelt und angeklagt, 1786 aber wieder eingesetzt und 1789 in Ettenheim feierlich empfangen. Er lebte in Schloss Ettenheim bis zu seinem Tod 1803 und wurde im Chor der barocken Pfarrkirche St. Bartholomäus in Ettenheim bestattet. Die dreizehn unruhigen Jahre seines Exils in Ettenheim prägen seither das Bild und Selbstverständnis der „Rohanstadt“.
Im Jahr 1802 wurde in Ettenheim der Bourbon Louis Antoine Henri de Bourbon-Condé, duc d’Enghien verhaftet und nach Paris verbracht.
Die bis heute bestehende Seilerei Frey wurde 1780 gegründet.

### 19. bis 21. Jahrhundert
Mit der Säkularisation aufgrund des Reichsdeputationshauptschlusses kam der Ort 1803 zum Kurfürstentum Baden.
Etwas mehr als ein Jahr nach dem Tod des Kardinals trat das kleine Ettenheim für eine kurze Zeit ins Rampenlicht der großen politischen Öffentlichkeit. In Ettenheim lebte auch die letzte Hoffnung der Anhänger der Monarchie in Frankreich, der Herzog von Enghien, ein Bourbonen-Nachfahre. Er wurde hier auf Befehl Napoleons in der Nacht zum 15. März 1804 entführt, was einen eklatanten Bruch der Souveränität des damaligen Staates Baden darstellte, und kurz darauf in Paris nach einem Schauprozess erschossen. Dieser Völkerrechtsbruch löste eine europaweite Empörung aus.
Im Jahre 1806 wurde das Kurfürstentum Baden zum Großherzogtum Baden erhoben.
Eine folgende Verwaltungsreform machte 1809 die Stadt zum Sitz des gleichnamigen Bezirksamtes, das 1924 in das Bezirksamt Lahr eingegliedert wurde. Aus diesem entstand 1939 der Landkreis Lahr. Durch dessen Auflösung kam Ettenheim 1973 zum neugebildeten Ortenaukreis.
Während der Zeit des Nationalsozialismus wurde die Synagoge in der Alleestraße beim Novemberpogrom 1938 zerstört. Seit 1969 erinnert eine Gedenktafel im Bürgersaal des Rathauses daran.
Im Juli 2005 feierte Ettenheim seinen 700. Geburtstag als Stadt bzw. der Stadtrechte. Im historischen Stadtkern fand ein mehrtägiges Stadtfest statt.

### Zur Geschichte der jüdischen Gemeinde Ettenheims
Gegründet vom Fürstbischof Eddo aus Straßburg, war Ettenheim über alle Jahrhunderte mit der Geschichte Straßburgs fest verbunden. So konnten sich auch – wie im gesamten Elsass – in Ettenheim Juden niederlassen. Sie brauchten dafür die Erlaubnis des Fürstbischofs, dem sie Schutzgeld bezahlen mussten („Schutzjuden“). Dadurch war aber auch der Zuzug von Juden streng reglementiert. In der Straßburger Zeit waren es in Ettenheim nie mehr als 5 Familien. Wie überall wurden sie nicht in die Handwerkszünfte aufgenommen, weshalb sie gezwungen waren, ihren Lebensunterhalt durch Handel zu verdienen (in Ettenheim vorwiegend durch kleine Kurzwaren- und Stoffgeschäfte).
Obwohl die wenigen Juden in Ettenheim unter bescheidenen Verhältnissen lebten, wurden auch sie Opfer der Armledererhebung (um 1338). Aufwärts ging es mit der jüdischen Gemeinde Ettenheim erst nach dem Badischen Judenedikt, das 1831 die Niederlassungsfreiheit brachte und 1862 in die formale Gleichstellung der Juden auf politischer Ebene mündete. Die Gemeinde konnte sich entwickeln. 1881 wurde die Synagoge in der Alleestraße errichtet.
In der Zeit des Nationalsozialismus wurde den Juden auch in Ettenheim das Leben zur Hölle. In der Reichspogromnacht am 9. November 1938 blieb es in Ettenheim ruhig. Aufgehetzt durch den nationalsozialistischen Bürgermeister Eduard Seitz verwüsteten Ettenheimer Bürger erst am nächsten Morgen die Synagoge und die Geschäfte sowie die Wohnungen der jüdischen Mitbürger. Nur mit Hilfe von Nachbarn konnten die Familien die Zeit danach überstehen, bis fast alle von ihnen im März 1939 Ettenheim verlassen hatten. Viele sind ausgewandert, vier Seniorinnen zogen in das jüdische Altersheim nach Gailingen, von wo sie wie alle anderen badischen Juden am 20. Oktober 1940 nach Gurs deportiert wurden und dort den Tod fanden.
Im Jahr 2008 wirkten Ettenheimer Schüler bei dem Projekt „Mahnmal Neckarzimmern“ mit. Sie schufen Erinnerungssteine für die Altdorfer und Ettenheimer jüdische Gemeinde. Ein Erinnerungsstein steht vor dem Rathaus Altdorfs, der andere vor dem Rathaus in Ettenheim. Jeweils ein Duplikat wurde in der zentralen badischen Erinnerungsstätte in Neckarzimmern aufgestellt.
2020 verlegte der Künstler Gunter Demnig sechs Stolpersteine in Ettenheim.
Im Jahr 1988 wurden alle ehemaligen Ettenheimer jüdischen Mitbürger von der Stadt Ettenheim eingeladen. Im selben Jahr hat der Historische Verein auch ein Gedenkbuch herausgegeben, in dem die Geschichte umfassend aufgearbeitet wurde (siehe Literaturliste).
Altdorf, heute ein Stadtteil von Ettenheim, hatte eine größere jüdische Gemeinde als Ettenheim. Die Juden prägten dort das Leben der Gemeinde viel umfassender mit einer großen Synagoge (heute eine Kunsthalle), einer koscheren Metzgerei und einer Matzenbäckerei.

### Eingemeindungen
- 1. Juli 1971: Wallburg[8]
- 1. Dezember 1971: Münchweier und Ettenheimmünster[8]
- 1. Januar 1975: Altdorf[9]

Wappen der ehemals selbständigen Gemeinden
| Wallburg | Münchweier | Ettenheimmünster | Altdorf |
| -------- | ---------- | ---------------- | ------- |

### Einwohnerentwicklung
Die folgenden Einwohnerzahlen beziehen sich auf den jeweiligen Gebietsstand. Die Zahlen sind Schätzungen, Volkszählungsergebnisse oder amtliche Fortschreibungen des Statistischen Landesamtes Baden-Württemberg.

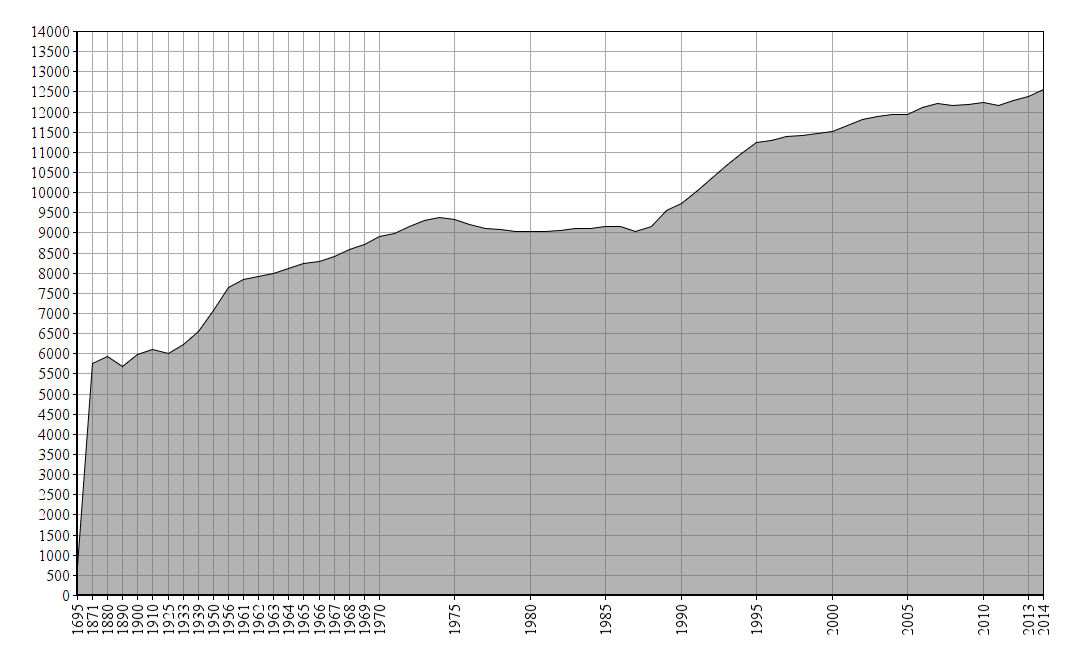
Ettenheim: Bevölkerungsentwicklung

| 0Jahr0 | Einwohnerzahl |
| ------ | ------------- |
| 1695   | 720           |
| 1805   | 2.500         |
| 1871   | 5.763         |
| 1880   | 5.934         |
| 1890   | 5.682         |
| 1900   | 5.981         |
| 1910   | 6.110         |
| 1925   | 5.996         |
| 1933   | 6.225         |
| 1939   | 6.547         |
| 1950   | 7.081         |
| 1956   | 7.651         |
| 1961   | 7.841         |

| 0Jahr*0 | Einwohnerzahl |
| ------- | ------------- |
| 1966    | 8.288         |
| 1970    | 8.915         |
| 1975    | 9.330         |
| 1980    | 9.039         |
| 1985    | 9.159         |
| 1990    | 9.719         |
| 1995    | 11.247        |
| 2000    | 11.515        |
| 2005    | 11.935        |
| 2010    | 12.244        |
| 2015    | 12.837        |
| 2020    | 13.500        |

* ab 1975 jeweils am 31. Dezember

## Religionen
Ab 1592 gewinnt kurzzeitig (bis etwa 1604) die Reformation in Ettenheim die Oberhand, so dass die Stadt vorübergehend evangelisch wird. Da sich jedoch die Gegenreformation vor Ort schließlich durchsetzen kann, ist die Stadt auch heute noch vorwiegend römisch-katholisch geprägt. Neben fünf katholischen Gemeinden gibt es in der Stadt inzwischen aber auch wieder eine landeskirchlich-evangelische und eine evangelisch-freikirchliche Baptistengemeinde.

## Politik

### Stadtrat

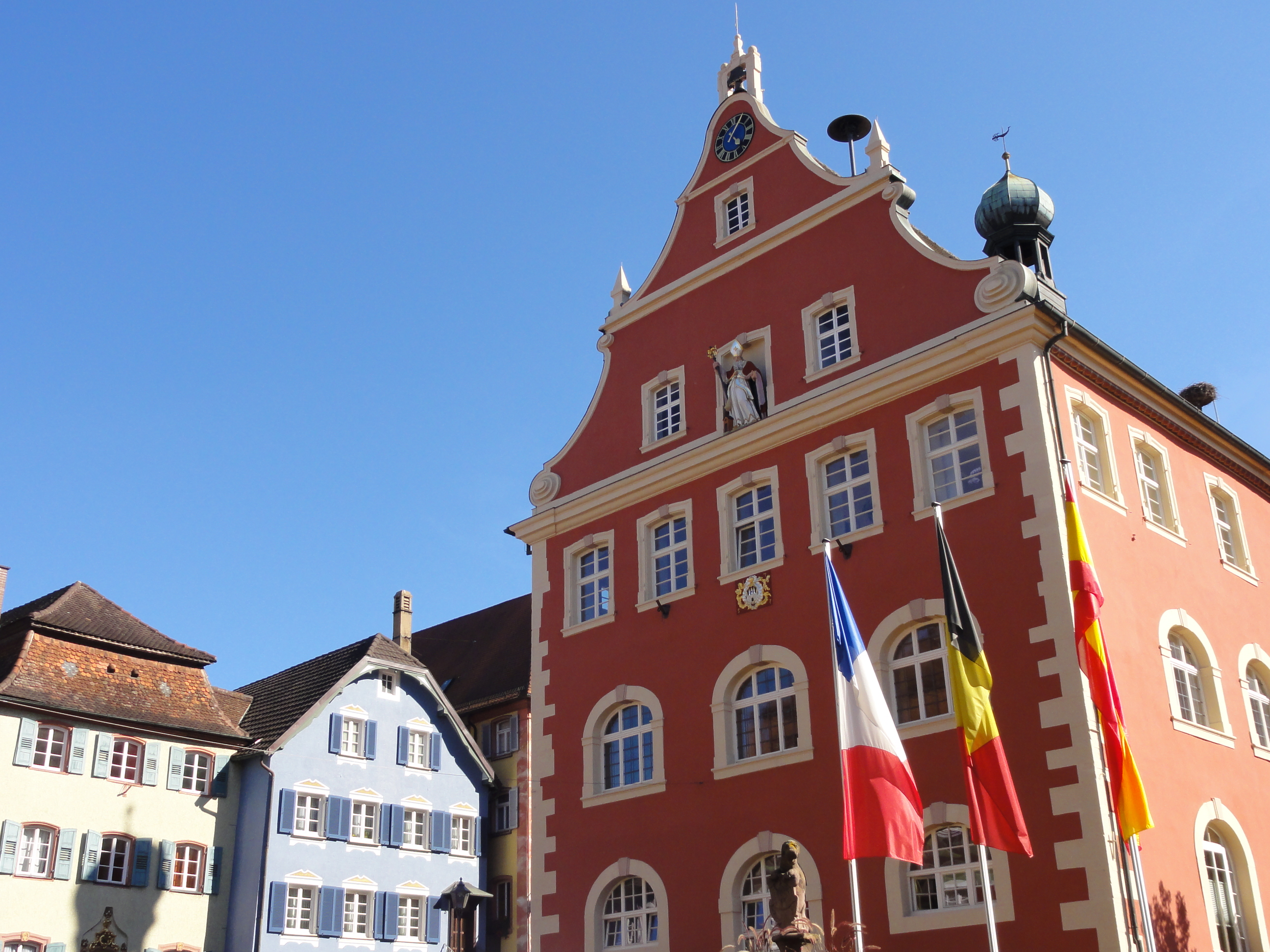
Rathaus Ettenheim

Der Stadtrat in Ettenheim besteht aus 24 Mitgliedern und dem Bürgermeister als Vorsitzendem. Der Bürgermeister ist im Gemeinderat stimmberechtigt. Die Kommunalwahl am 9. Juni 2024 führte zu folgendem Endergebnis.
| Parteien und Wählergemeinschaften | Parteien und Wählergemeinschaften           | % 2024 | Sitze 2024 | % 2019 | Sitze 2019 | Kommunalwahl 2024 %3020100 26,8 %25,2 %17,9 %14,7 %8,3 %7,1 % CDUFWSPDFLAfDGrüneGewinne und Verlusteim Vergleich zu 2019 %p 10 8 6 4 2 0 −2 −4 −6 −8−6,9 %p−2,1 %p−2,5 %p−3,9 %p+8,3 %p+7,1 %pCDUFWSPDFLAfDGrüne |
| CDU                               | Christlich Demokratische Union Deutschlands | 26,8   | 6          | 33,7   | 9          | Kommunalwahl 2024 %3020100 26,8 %25,2 %17,9 %14,7 %8,3 %7,1 % CDUFWSPDFLAfDGrüneGewinne und Verlusteim Vergleich zu 2019 %p 10 8 6 4 2 0 −2 −4 −6 −8−6,9 %p−2,1 %p−2,5 %p−3,9 %p+8,3 %p+7,1 %pCDUFWSPDFLAfDGrüne |
| FW                                | Freie Wähler                                | 25,2   | 6          | 27,3   | 7          | Kommunalwahl 2024 %3020100 26,8 %25,2 %17,9 %14,7 %8,3 %7,1 % CDUFWSPDFLAfDGrüneGewinne und Verlusteim Vergleich zu 2019 %p 10 8 6 4 2 0 −2 −4 −6 −8−6,9 %p−2,1 %p−2,5 %p−3,9 %p+8,3 %p+7,1 %pCDUFWSPDFLAfDGrüne |
| SPD                               | Sozialdemokratische Partei Deutschlands     | 17,9   | 4          | 20,4   | 5          | Kommunalwahl 2024 %3020100 26,8 %25,2 %17,9 %14,7 %8,3 %7,1 % CDUFWSPDFLAfDGrüneGewinne und Verlusteim Vergleich zu 2019 %p 10 8 6 4 2 0 −2 −4 −6 −8−6,9 %p−2,1 %p−2,5 %p−3,9 %p+8,3 %p+7,1 %pCDUFWSPDFLAfDGrüne |
| FL                                | Freie Liste Ettenheim                       | 14,7   | 4          | 18,6   | 5          | Kommunalwahl 2024 %3020100 26,8 %25,2 %17,9 %14,7 %8,3 %7,1 % CDUFWSPDFLAfDGrüneGewinne und Verlusteim Vergleich zu 2019 %p 10 8 6 4 2 0 −2 −4 −6 −8−6,9 %p−2,1 %p−2,5 %p−3,9 %p+8,3 %p+7,1 %pCDUFWSPDFLAfDGrüne |
| AfD                               | Alternative für Deutschland                 | 8,3    | 2          | –      | –          | Kommunalwahl 2024 %3020100 26,8 %25,2 %17,9 %14,7 %8,3 %7,1 % CDUFWSPDFLAfDGrüneGewinne und Verlusteim Vergleich zu 2019 %p 10 8 6 4 2 0 −2 −4 −6 −8−6,9 %p−2,1 %p−2,5 %p−3,9 %p+8,3 %p+7,1 %pCDUFWSPDFLAfDGrüne |
| Grüne                             | Bündnis 90/Die Grünen                       | 7,1    | 2          | –      | –          | Kommunalwahl 2024 %3020100 26,8 %25,2 %17,9 %14,7 %8,3 %7,1 % CDUFWSPDFLAfDGrüneGewinne und Verlusteim Vergleich zu 2019 %p 10 8 6 4 2 0 −2 −4 −6 −8−6,9 %p−2,1 %p−2,5 %p−3,9 %p+8,3 %p+7,1 %pCDUFWSPDFLAfDGrüne |
| gesamt                            | gesamt                                      | 100,0  | 24         | 100,0  | 26         | Kommunalwahl 2024 %3020100 26,8 %25,2 %17,9 %14,7 %8,3 %7,1 % CDUFWSPDFLAfDGrüneGewinne und Verlusteim Vergleich zu 2019 %p 10 8 6 4 2 0 −2 −4 −6 −8−6,9 %p−2,1 %p−2,5 %p−3,9 %p+8,3 %p+7,1 %pCDUFWSPDFLAfDGrüne |
| Wahlbeteiligung                   | Wahlbeteiligung                             | 64,4 % | 64,4 %     | 59,4 % | 59,4 %     | Kommunalwahl 2024 %3020100 26,8 %25,2 %17,9 %14,7 %8,3 %7,1 % CDUFWSPDFLAfDGrüneGewinne und Verlusteim Vergleich zu 2019 %p 10 8 6 4 2 0 −2 −4 −6 −8−6,9 %p−2,1 %p−2,5 %p−3,9 %p+8,3 %p+7,1 %pCDUFWSPDFLAfDGrüne |

### Städtepartnerschaften
Ettenheim unterhält mit folgenden Städten eine Städtepartnerschaft:
- Benfeld, Elsass, Frankreich, seit 1970
- Avelgem, Flandern, Belgien, seit 1976
- Castelló d’Empúries, Katalonien, Spanien, seit 2000

### Wappen
Die Blasonierung des Ettenheimer Wappens lautet: „In Silber eine rote Burg mit offenem Tor und drei mit Kreuzen besteckten Türmen, deren mittlerer mit einer Flachkuppel, die äußeren mit Spitzhelmen; beiderseits anschließend abgewinkelte ungezinnte Mauerstücke.“

## Kultur und Sehenswürdigkeiten

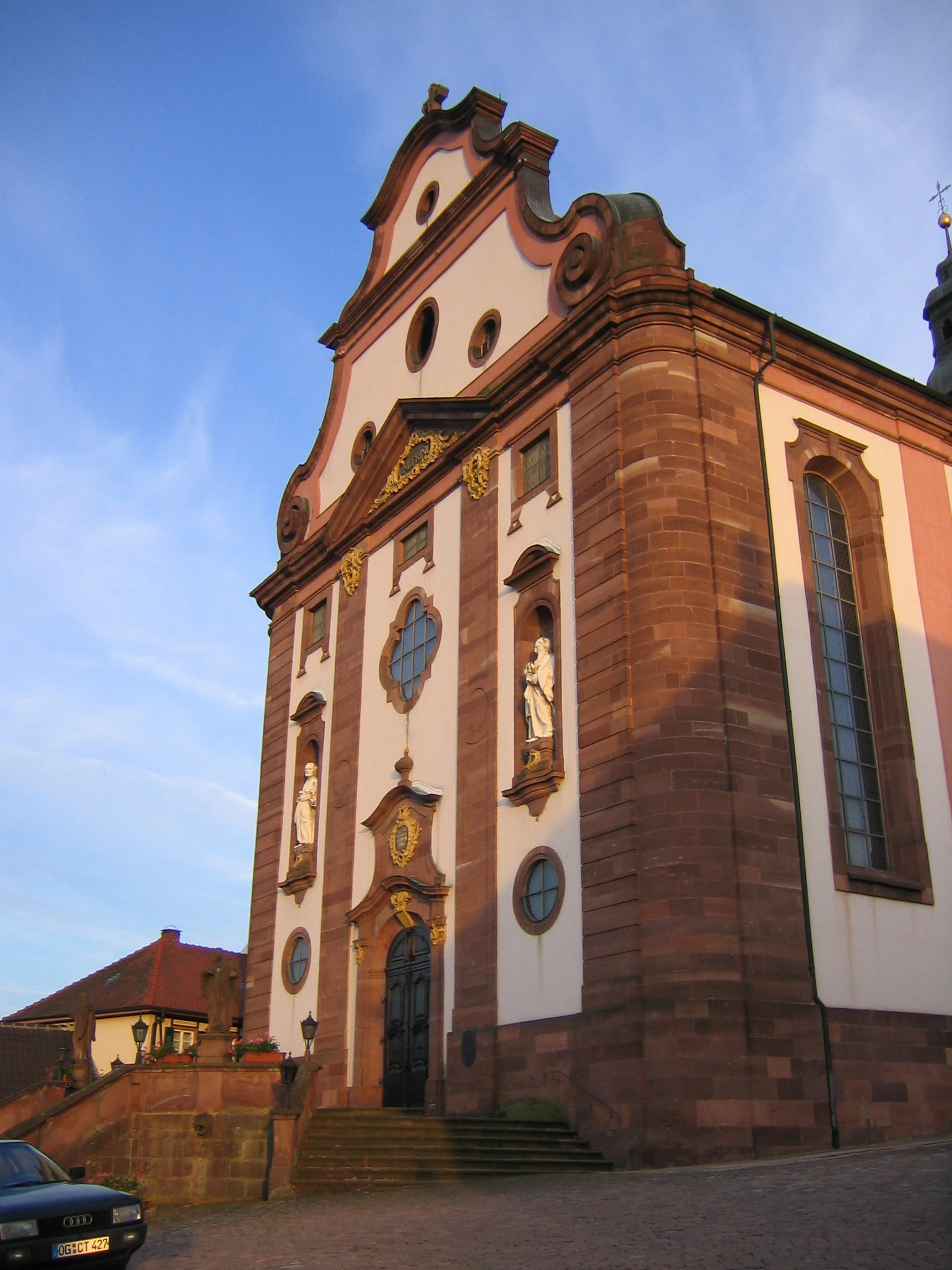
Barockkirche in Ettenheim

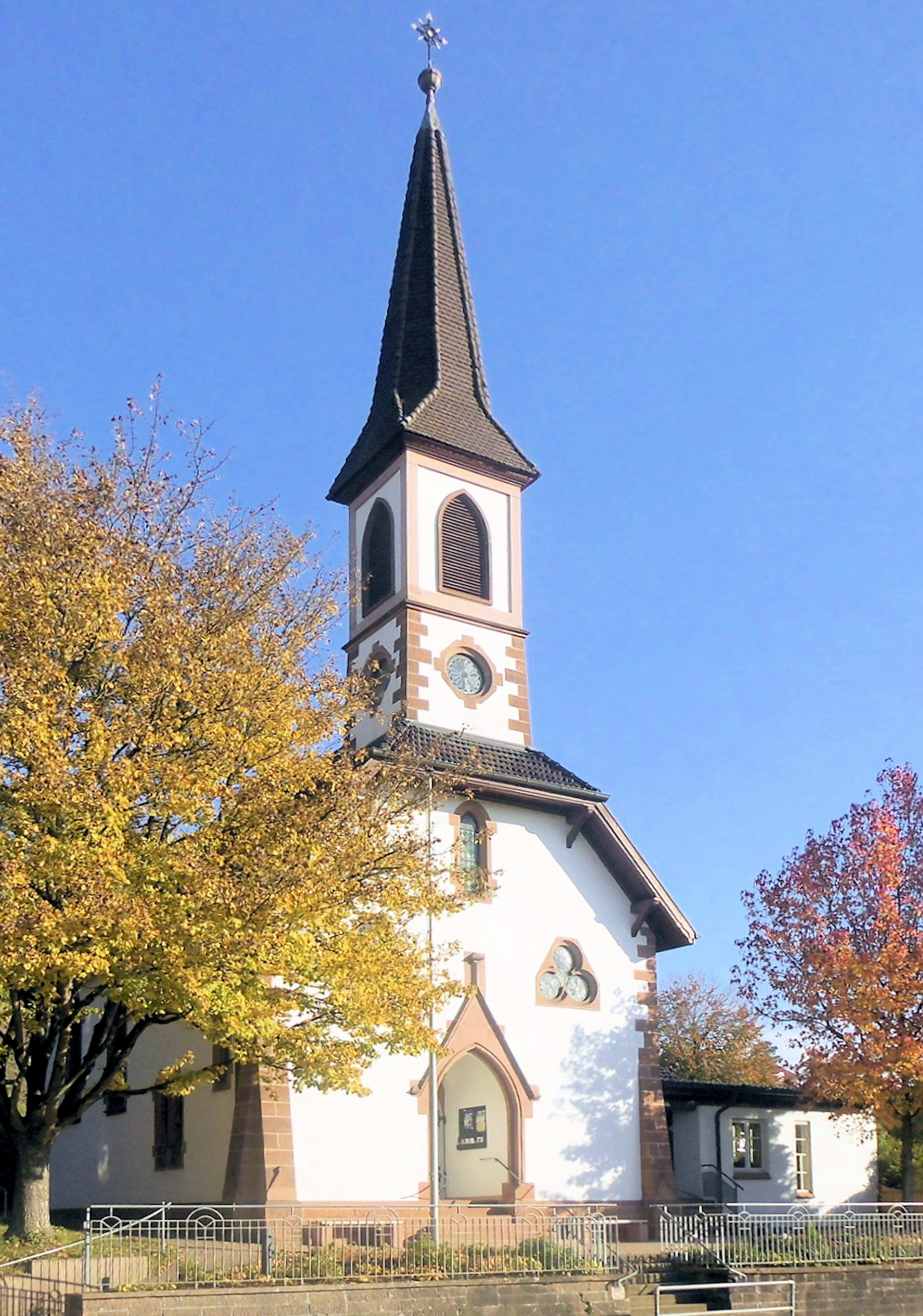
Christuskirche Ettenheim

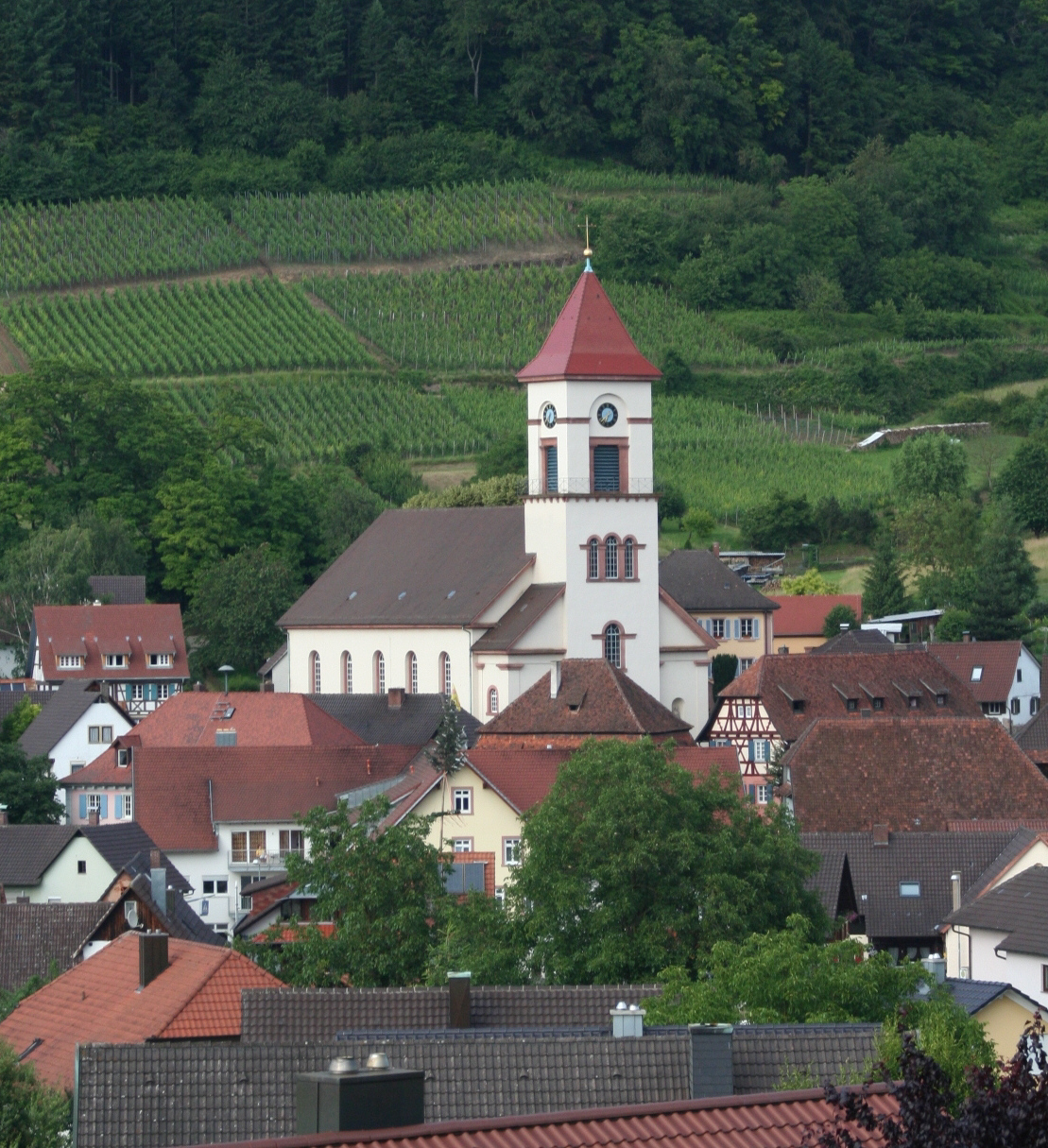
Kirche Münchweier im Weinbrenner-Stil

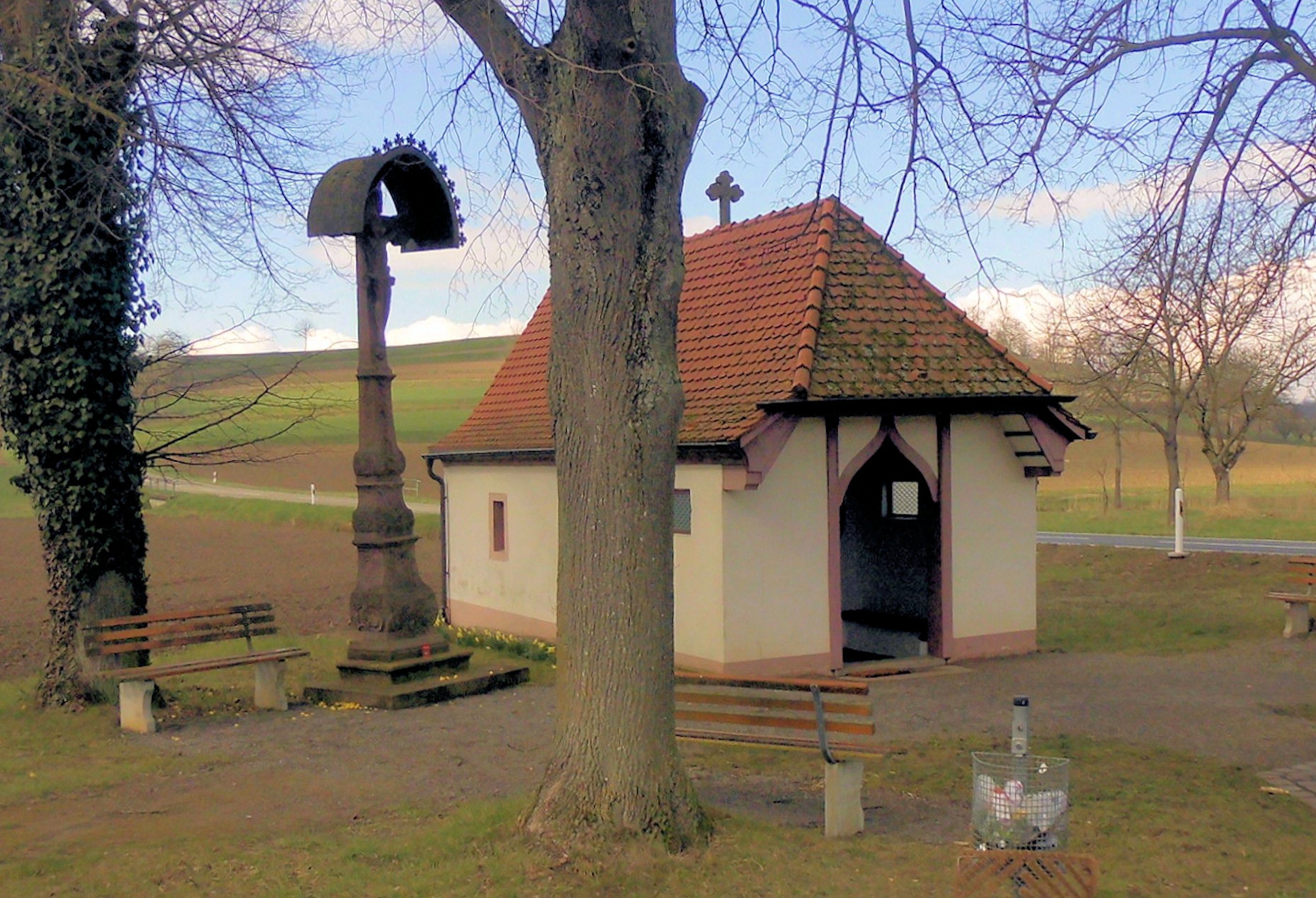
Kapelle St. Anna in Münchweier

### Bauwerke
Ettenheim ist eine Barockstadt mit historischem Ortskern. Die Pfarrkirche St. Bartholomäus entstand unter Franz Joseph Salzmann und besitzt eine Orgel in einem historischen Gehäuse von Johann Ferdinand Balthasar Stieffell. Neben dem Ortskern von Ettenheim-Stadt sind besonders sehenswert das Gasthaus Adler in Altdorf, die Kirche im gleichen Ortsteil und die Wallfahrts- und Pfarrkirche Ettenheimmünster, ebenfalls ein Werk des Barockbaumeisters Franz Joseph Salzmann, die dem Landelin von Ettenheimmünster gewidmet ist. Die Klosterkirche und das Kloster, von Peter Thumb erbaut, existieren seit dem Abbruch im 19. Jahrhundert nicht mehr.
Auch Münchweier hat einen ansehnlichen Ortskern. Von der Topografie begünstigt wächst die für den Klassizismus in Baden typische Pfarrkirche zum Heiligen Kreuz in die Höhe. Ihre bildhaften, schmuckarmen Fassaden berechnete der Architekt Hans Voß vor allem auf die monumentale Wirkung klar definierter Baukörper – in Münchweier stehen sie überdies in reizvollem Kontrast zu den umgebenden Fachwerkbauten. Die Architektur der 1828–1829 erbauten Kirche entspricht dem klassizistischen Formenkanon von Voß’ berühmtem Lehrer Friedrich Weinbrenner.

### Museen
Im Gewölbekeller des früheren Amtsgefängnisses ist heute das Museum der Stadt untergebracht.

### Windpark mit Aussichtsturm
Auf dem 486 m hohen Schindlenbühl östlich des Ortes befindet sich der Regio-Windpark Ettenheim mit dem 29 m hohen Aussichtsturm Windkraft, der über den „Windpark-Rundweg“ erreicht werden kann. Dieser Rundwanderweg beginnt am Wandererparkplatz „Brudergartenhütte“ zwischen den Ortsteilen Münchweier und Wallburg.

### Prinzengarten
Der Prinzengarten Ettenheim befindet sich gegenüber dem Ringsheimer Tor im Westen des historischen Stadtkerns und wird im Osten durch die Straße „Im Pfaffenbach“ und im Norden durch die „Thomasstraße“ begrenzt Auf dem Gelände finden das ganze Jahr über Veranstaltungen statt. Der Enghien-Gartenpavillon ist ein Kulturdenkmal.

### Heubergturm
Der Heubergturm ist ein 1969 vom Schwarzwaldverein errichteter 12,5 m hoher Aussichtsturm, der auf dem 282 Meter hohen Heuberg südwestlich des Ortes in den Weinbergen steht. Er wurde 1997 renoviert sowie 2010 und 2011 sicherheitstechnisch angepasst. Seit Ende September 2011 sind an der Brüstung der Aussichtsplattform Panoramatafeln angebracht, die den 360-Grad-Panoramablick auf Vogesen, Kaiserstuhl, Schwarzwald und die Vorbergzone erläutern. Am Fuße des Turmes befindet sich ein Ausflugslokal.

## Infrastruktur

### Verkehr
Von 1893 bis 1966 war Ettenheim durch die Lokalbahn Rhein–Ettenheimmünster an das Schienennetz angeschlossen. Heute ist eine Zuganbindung im Nachbarort Orschweier gegeben.
Bei Ettenheim befindet sich die Anschlussstelle 57a der Bundesautobahn 5. Durch die Gemarkung von Ettenheim verläuft die Bundesstraße 3 (Buxtehude–Weil am Rhein).
Durch eine Alltagsroute aus dem Radnetz Baden-Württemberg ist Ettenheim über Ringsheim und Herbolzheim mit Emmendingen und über Mahlberg und Kippenheim mit Lahr verbunden.
Durch Ettenheim verläuft als Landes-Radfernweg der Badische Weinradweg. Er führt von Grenzach-Wyhlen am Hochrhein nach Laudenbach im Norden Baden-Württembergs, dabei werden sieben der neun badischen Weinanbaugebiete untereinander verbunden. Die Route verläuft von Kenzingen über Tutschfelden kommend in das Stadtgebiet und führt über Ettenheimweiler, am Osten der Kernstadt und an Münchweier vorbei sowie über Wallburg Richtung Kippenheim und Lahr (Innenstadt).
Beim Ort liegt der Flugplatz Altdorf-Wallburg.

### Gerichte
Ettenheim ist Sitz eines Amtsgerichts, das zum Bezirk des Landgerichtsbezirk Freiburg und zum Oberlandesgerichtsbezirk Karlsruhe gehört.

### Bildung
In der Kernstadt Ettenheim gibt es das August-Ruf-Bildungszentrum mit Grund-, Werkreal- und Realschule, die St. Landolin Schule mit Gymnasium, Wirtschaftsgymnasium, Sozialwissenschaftlichem Gymnasium und Realschule und das städtische Gymnasium Ettenheim.
Der Stadtteil Münchweier verfügt über ein Bildungshaus, in dem ein Kindergarten und eine Grundschule integriert sind, während es in Altdorf und Ettenheimmünster jeweils Grundschulen gibt. Außerdem gibt es fünf römisch-katholische und drei städtische Kindergärten sowie den Waldkindergarten in freier Trägerschaft.

## Persönlichkeiten

### Söhne und Töchter der Stadt
- Heinrich Knoblochtzer (um 1445–nach 1500), Publizist
- Johannes Gremper († nach 1491), Theologe, Notar und Inquisitor
- Joseph Anton Billet (1759–1834), Kaufmann
- Karl Fahrländer (1759–1814), Schweizer Politiker
- Sebastian Fahrländer (1768–1841), Schweizer Politiker
- Amalia Trenkle (1795–1857), Zisterzienserin, Äbtissin des Klosters Lichtenthal
- Wilhelm Josef Anton Werber (1800–1873), Arzt und Professor
- Leopold Rieder (1807–1881), badischer Oberamtmann
- Johann Baptist von Weiß (1820–1899), Historiker
- Richard Schneider (1823–1911), badischer Jurist, Mitglied der ersten Kammer der Badischen Ständeversammlung
- Karl August Kopp (1836–1897), badischer Oberamtmann
- Karl Weiß (1854–1925), römisch-katholischer Geistlicher und Münsterpfarrer im Konstanzer Münster sowie Politiker (Zentrum)
- Otto Winterer (1846–1915), Oberbürgermeister von Konstanz (1877–1888) und Freiburg im Breisgau (1888–1913)
- August Ruf (1869–1944), Priester, Sozialreformer und Gerechter unter den Völkern
- Karl Schneider (1869–1940), Augenarzt, Pazifist und Widerstandskämpfer gegen den Nationalsozialismus
- Hermann Hog (1881–1937), Jurist und Ministerialbeamter
- Otto Biehler (1884–1956), Bibliothekar, Gymnasiallehrer und Philologe
- Josef Rest (1884–1961), geboren in Münchweier, Bibliothekar, Direktor der Universitätsbibliothek Freiburg
- Ernst Ochs (1888–1961), Germanist, Mundartforscher und Bearbeiter des Badischen Wörterbuches
- Eugen Lacroix (1886–1964), Koch und Unternehmer (Lacroix-Suppen)
- Hertha Wiegand (1890–1944), Ärztin, Opfer des Holocaust
- Isolde Wawrin (* 1949), Malerin und Zeichnerin
- Jürgen Karle (* 1962), deutscher Schlagzeuger
- Markus Ibert (* 1967), Oberbürgermeister der Stadt Lahr/Schwarzwald
- Thomas Seitz (* 1967), Jurist und Politiker (AfD), Mitglied des Bundestages
- Elke Adams (* 1975), Richterin am Bundesgerichtshof
- Thorsten Trantow (* 1975), Grafik-Designer, Illustrator und Cartoonist, zeichnet u. a. für das Deutsche Kinderhilfswerk e. V. und Bundesamt für Naturschutz
- Matthias Oomen (* 1981), Politiker (Bündnis 90/Die Grünen), Lobbyist, Journalist
- Verena Schweers (* 1989), Fußballspielerin des FC Bayern München
- Sophie Passmann (* 1994), Autorin und Hörfunkmoderatorin
- Victoria Ezebinyuo (* 2002), Fußballspielerin

### Persönlichkeiten mit Bezug zu Ettenheim
- Louis René Édouard de Rohan-Guéméné (1734–1803), Fürstbischof von Straßburg, plante ab 1790 von Ettenheim eine Konterrevolution in Frankreich
- Johannes Baptist Ferdinand (1880–1967), Heimatforscher und Ehrenbürger von Ettenheim
- Kurt Bildstein (1928–2025), Kunstmaler, Hans-Thoma-Preisträger, lebte seit seiner Kindheit in Ettenheim
- Helmut Rau (* 1950), Politiker (CDU) und ehemaliger Kultusminister von Baden-Württemberg, lebt im Ettenheimer Stadtteil Altdorf
- Achaz Stehlin (1808–85), badischer Revolutionär, lebte und wirkte von 1845 bis 1849 in Ettenheim
- Hansy Vogt (* 1967), TV-Moderator und Sänger der Band Feldberger, lebt in Ettenheim

### Ehrenbürger der Stadt
- Bernhard Uttenweiler (1936–2023), süddeutscher Regionalhistoriker, Heimatforscher, Gymnasiallehrer und Studiendirektor an der Heimschule St. Landolin